# Synagogue hassidique de Tchortkiv
La synagogue hassidique de Tchortkiv est un bâtiment classé de la ville de Tchortkiv en Ukraine.

## Historique
Construit en style mauresque par Hans Geldkremer, architecte viennois la ville étant à cette époque en Autriche-Hongrie, endommagée lors de la Première Guerre mondiale la synagogue est rénovée en 1925. De nouveau, elle est endommagée lors de la Seconde Guerre mondiale.

## Images

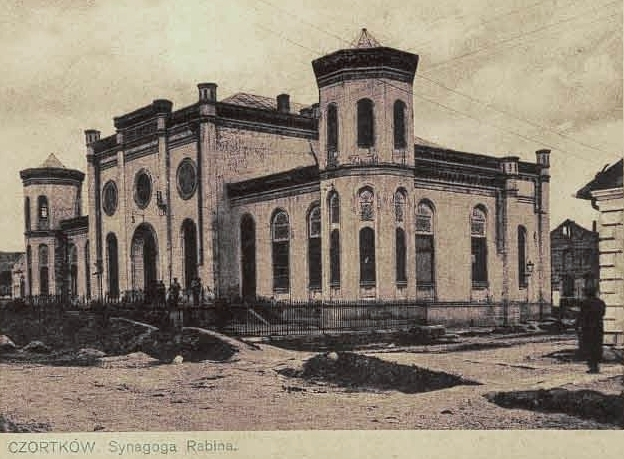
Vers 1905.
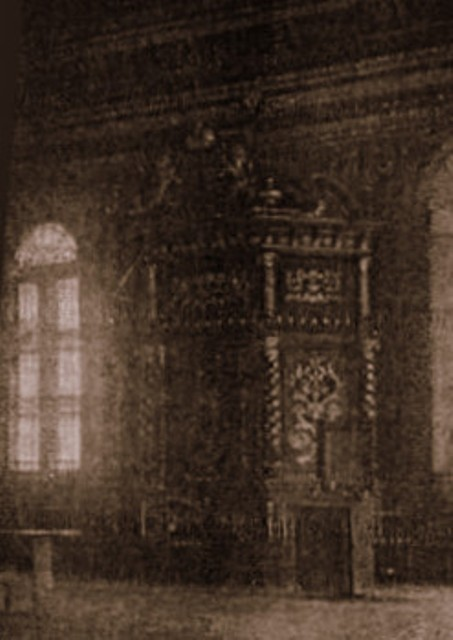
L'intérieur.
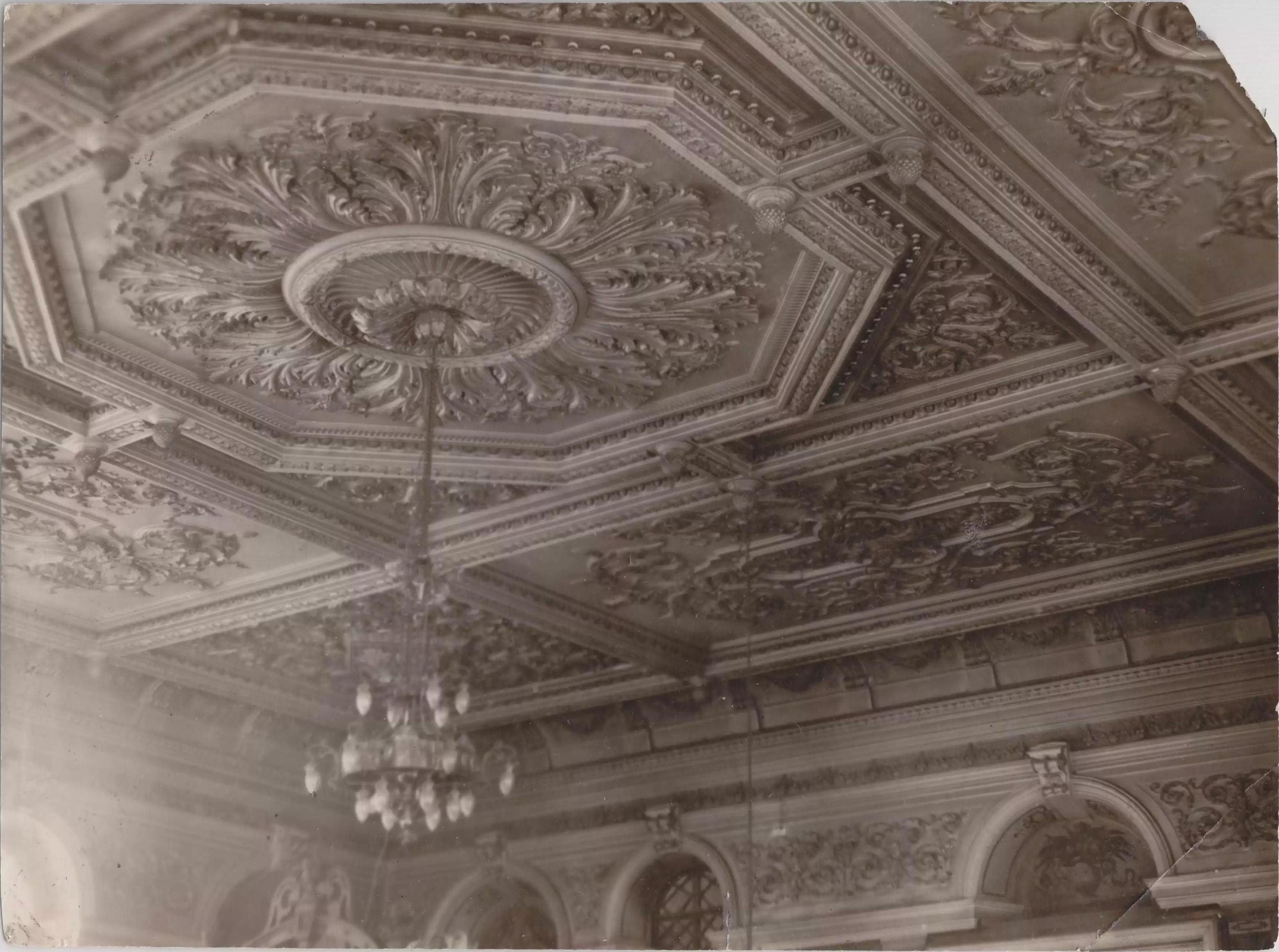
plafond.
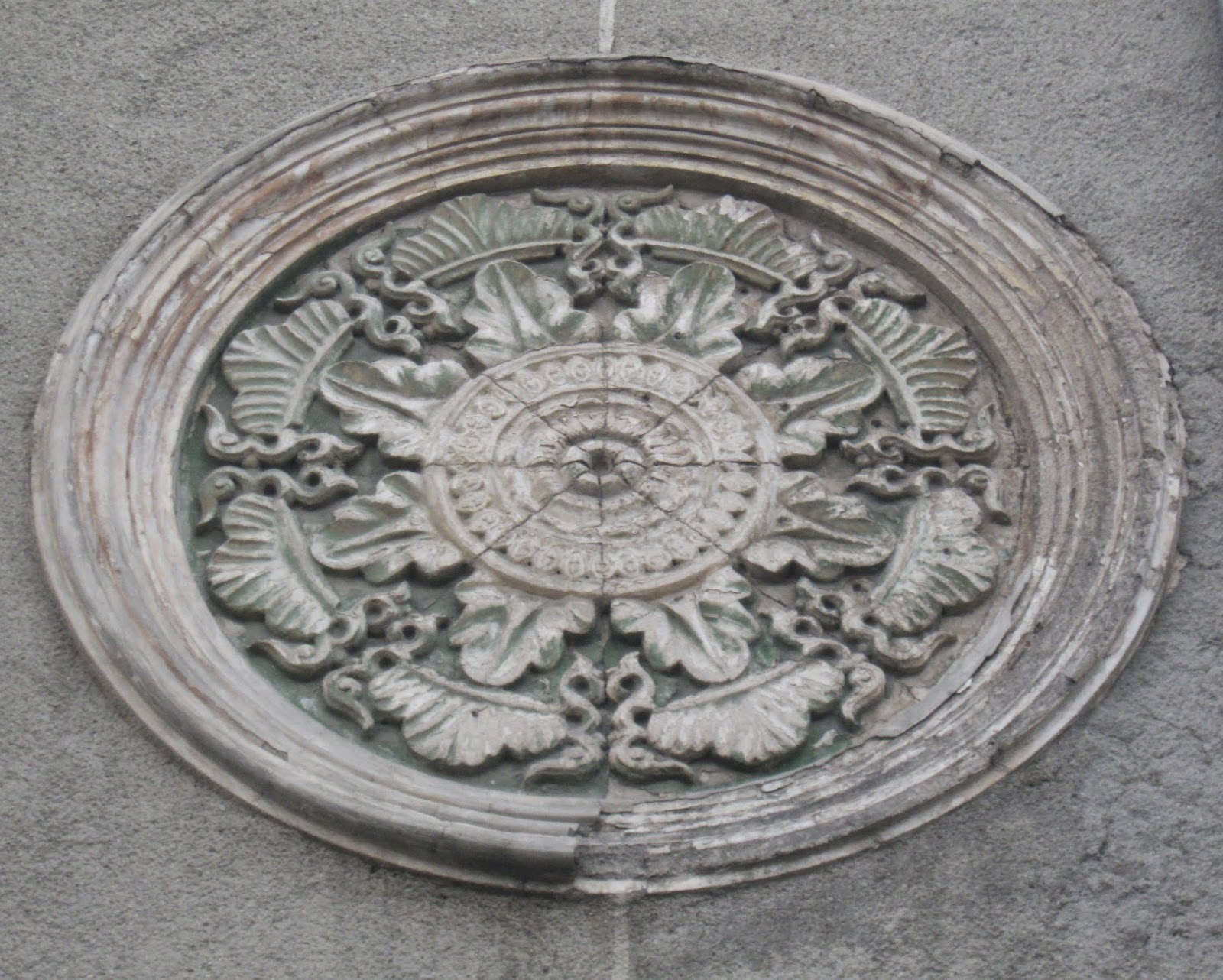
Détail de la façade.